# Trettioåriga Kriget
Os Trettioåriga Kriget (pronunciado tretiuôriga críguet, Guerra dos Trinta Anos em sueco) são uma banda de rock progressivo sueca da localidade de Saltsjöbaden, ao sul de Estocolmo. Seus integrantes tinham apenas 17 anos ao formá-la em 1970. Em 2003, a banda voltou ao nome original após tê-lo mudado duas vezes para somente "Kriget" em 1980 e "Fredin Comp", em seguida.

## Integrantes
- Stefan Fredin - Baixo
- Dag Lundquist - Bateria
- Robert Zima - Vocal, guitarra, teclados (71-79, 2003-)
- Christer Åkerberg - Guitarra
- Mats Lindberg - Teclados & saxofone (a partir de 78)
- Olle Thörnvall - Compositor

## Discografia

### Álbuns de estúdio
- Trettioåriga Kriget (1974)
- Krigssång (1975)
- Hej på er (1978)
- Mot alla odds (1979)
- Kriget (1980)
- Glorious War (recordings 70-71 (2004)
- Elden av år (2004)
- I början och slutet (2007)